# Rothhof (Weitramsdorf)

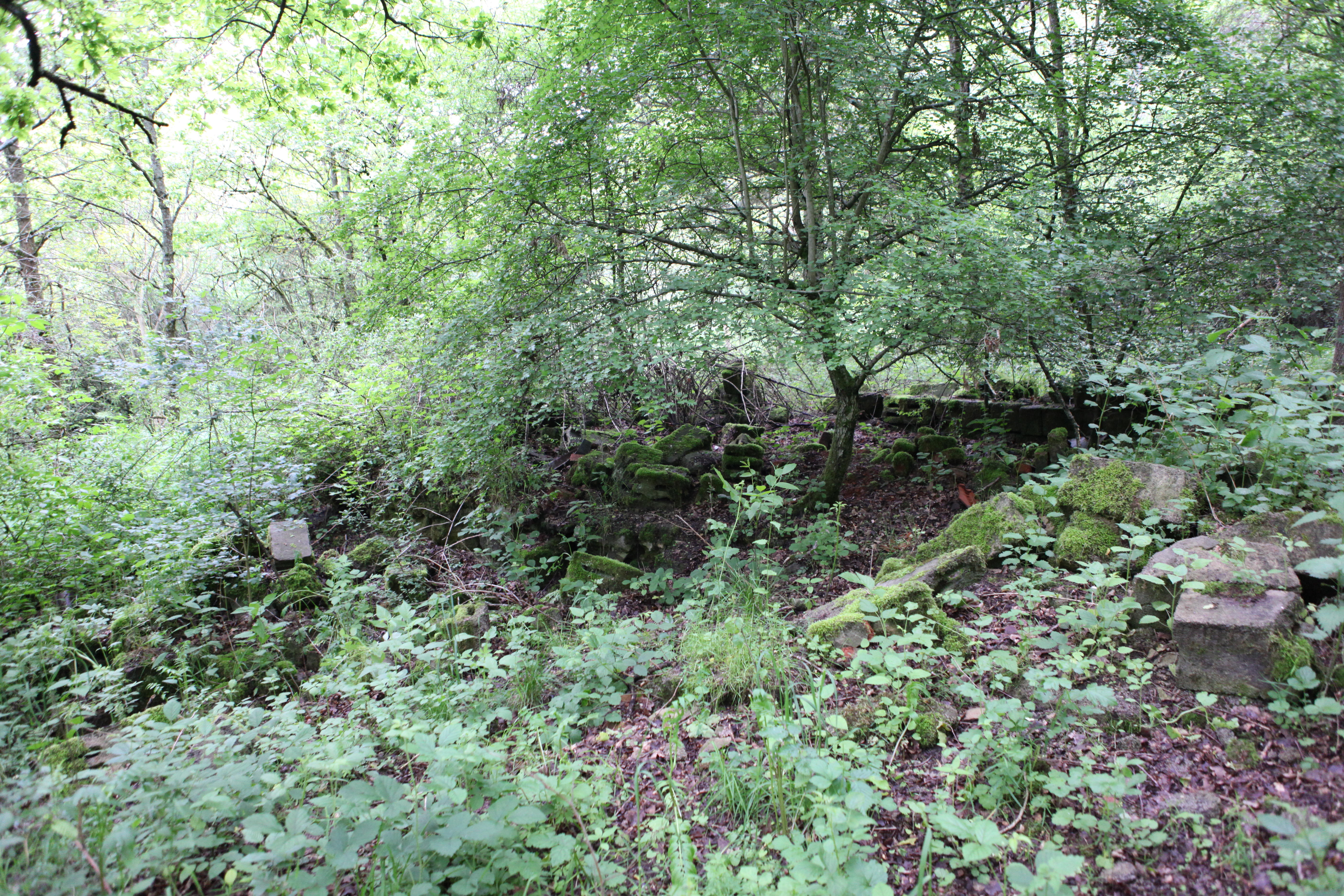
Mauerwerksreste eines Gebäudes in Rothhof

Rothhof ist  ein abgegangener Ortsteil der ehemaligen Gemeinde Neundorf auf dem Gebiet der Gemeinde Weitramsdorf im oberfränkischen Landkreis Coburg.
Die Einöde lag auf einer Waldlichtung am südlichen Rand des Mönchswaldes auf 337 m Höhe. Heute ist das Gebiet des Ortes licht bewaldet. Der Krumbacher Weg, der den Ort einst mit Neundorf und Krumbach verband, existiert noch teilweise als Waldweg.
Urkundlich erwähnt wurde Rothhof im 12. Jahrhundert, als Helmbold von Gemünda mit Zustimmung des Lehensherren Graf Hermann I. von Orlamünde eine Hube in „Rode“ dem Kloster Langheim stiftete.
1833 hatte der Ort drei Häuser, in denen 13 Personen lebten.  1871 zählte er fünf Einwohner, 1950 deren acht, 1970 Null. Im Zuge der Eingemeindung von Neundorf kam Rothhof 1972 als Gemeindeteil zu Weitramsdorf, war zu diesem Zeitpunkt aber schon unbewohnt. Die Aufhebung als Gemeindeteil muss zwischen 1972 und 1987 erfolgt sein, da Rothhof 1987 nicht mehr im amtlichen Ortsverzeichnis erwähnt wurde.